# Elecciones regionales de Huancavelica de 2022
Las elecciones regionales de Huancavelica de 2022 se llevaron a cabo el 2 de octubre de 2022 para elegir al gobernador regional, al vicegobernador regional y al Consejo Regional para el periodo 2023-2026. La elección se celebrará simultáneamente con elecciones regionales y municipales (provinciales y distritales) en todo el Perú.

## Sistema electoral
El Gobierno Regional de Huancavelica es el órgano administrativo y de gobierno del departamento de Huancavelica. Está compuesto por el gobernador regional, el vicegobernador regional y el Consejo Regional.
La votación se realiza en base al sufragio universal, que comprende a todos los ciudadanos nacionales mayores de dieciocho años, empadronados y residentes en el departamento de Huancavelica y en pleno goce de sus derechos políticos.
El gobernador y vicegobernador regional son elegidos por sufragio directo. Para que un candidato sea proclamado ganador debe obtener no menos de 30 % de votos válidos. En caso ningún candidato logre ese porcentaje en la primera vuelta electoral, los dos candidatos más votados participan en una segunda vuelta o balotaje. No hay reelección inmediata de gobernadores regionales.
El Consejo Regional de Huancavelica está compuesto por 11 consejeros elegidos por sufragio directo para un período de cuatro (4) años. La votación es por lista cerrada y bloqueada. Cada provincia del departamento del Huancavelica constituye una circunscripción electoral. Se asigna a la lista ganadora los escaños según el método d'Hondt. La distribución y el número de consejeros regionales es la siguiente:
| Circunscripción                             | Escaños | Mapa |
| ------------------------------------------- | ------- | ---- |
| Acobamba, Angaraes, Huancavelica y Tayacaja | 2       |      |
| Castrovirreyna, Churcampa y Huaytará        | 1       |      |

## Composición del Consejo Regional de Huancavelica
La siguiente tabla muestra la composición del Consejo Regional de Huancavelica antes de las elecciones.
| Partidos | Partidos                                       | Consejeros |
| -------- | ---------------------------------------------- | ---------- |
|          | Movimiento Independiente Trabajando para Todos | 6          |
|          | Movimiento Regional AYNI                       | 5          |

## Elecciones internas
Los partidos políticos realizaron la convocatoria a elecciones internas (15–22 de enero de 2022) para definir a los candidatos de sus organizaciones en listas cerradas y bloqueadas. Se someten a elección las candidaturas a:
- Gobernador y vicegobernador regional de Huancavelica (2 candidaturas).
- Consejo Regional de Huancavelica (11 candidaturas).

Existen dos modalidades para la organización de las elecciones internas:
- Modalidad de elección directa: con voto universal, libre, voluntario, igual, directo y secreto de los afiliados. Fue la modalidad utilizada por Movimiento Regional AYNI,[5] Movimiento Regional AGUA,[6] Somos Perú,[7] Alianza para el Progreso[8] y Acción Popular.[9] Las elecciones se realizaron el 15 de mayo de 2022.
- Modalidad de delegados: a través de delegados previamente elegidos mediante voto universal, libre, voluntario, igual, directo y secreto de los afiliados. No fue utilizada por ninguna organización política que presentó candidaturas.

## Partidos y candidatos
A continuación se muestra una lista de los principales partidos y alianzas electorales que participaron en las elecciones:
| Candidatura | Candidatura | Partidos y alianzas                     | Candidatos | Candidatos               | Ideología                                   | Resultado previo | Resultado previo | Ref.   |
| Candidatura | Candidatura | Partidos y alianzas                     | Candidatos | Candidatos               | Ideología                                   | Votos (%)        | Con.             | Ref.   |
| ----------- | ----------- | --------------------------------------- | ---------- | ------------------------ | ------------------------------------------- | ---------------- | ---------------- | ------ |
|             | AYNI        | Lista - Movimiento Regional AYNI (AYNI) |            | Leoncio Huayllani Taype  | Regionalismo huancavelicano                 | 32.63%           | 5                | [ 10 ] |
|             | AGUA        | Lista - Movimiento Regional AGUA (AGUA) |            | Samuel Morán Cárdenas    | Regionalismo huancavelicano                 | 15.88%           | 0                | [ 10 ] |
|             | SP          | Lista - Somos Perú (SP)                 |            | Yovana Ramos Gaspar      | Democracia cristiana Conservadurismo social | 3.30%            | 0                | [ 10 ] |
|             | AP          | Lista - Acción Popular (AP)             |            | Kenyon Durand Bustamante | Partido atrapalotodo                        | Nuevo            | Nuevo            | [ 10 ] |

## Sondeos de opinión
Las siguientes tablas enumeran las estimaciones de la intención de voto en orden cronológico inverso, mostrando las más recientes primero y utilizando las fechas en las que se realizó el trabajo de campo de la encuesta. Cuando se desconocen las fechas del trabajo de campo, se proporciona la fecha de publicación.
Leyenda:
     Sondeo realizado en el periodo de prohibición legal de la difusión de sondeos de intención de voto.

### Intención de voto
La siguiente tabla enumera las estimaciones ponderadas (sin incluir votos en blanco y nulos) de la intención de voto.
|                               |                |      |      |      |     |     |      |  |  |  |  |  |  |  |  |
| Elecciones regionales de 2022 | 2 oct 2022     | —    | 46.7 | 44.7 | 4.4 | 4.2 | 2.0  |  |  |  |  |  |  |  |  |
|                               |                |      |      |      |     |     |      |  |  |  |  |  |  |  |  |
| Ipsos Perú/América            | 2 oct 2022     | ?    | 45.8 | 47.9 | 3.3 | 3.0 | 2.1  |  |  |  |  |  |  |  |  |
| Ipsos Perú/América            | 2 oct 2022     | ?    | 46.1 | 45.8 | 4.2 | 3.9 | 0.3  |  |  |  |  |  |  |  |  |
| Opina Perú                    | 19–23 sep 2022 | 280  | 39.6 | 52.7 | 4.4 | 1.1 | 13.1 |  |  |  |  |  |  |  |  |
| J&M Consultora                | 9–13 sep 2022  | 300  | 41.2 | 47.1 | 5.9 | 1.2 | 5.9  |  |  |  |  |  |  |  |  |
| Opinión Pública y Mercadeo    | 8–10 sep 2022  | ?    | 42.7 | 50.0 | –   | –   | 7.3  |  |  |  |  |  |  |  |  |
| Opinión Pública y Mercadeo    | 19 ago 2022    | ?    | 41.9 | 52.7 | 4.1 | 1.4 | 10.8 |  |  |  |  |  |  |  |  |
| Actitud                       | 15–16 ago 2022 | 1200 | 42.0 | 47.7 | –   | –   | 5.7  |  |  |  |  |  |  |  |  |
| Actitud                       | 18–19 jul 2022 | 1200 | 45.5 | 50.6 | –   | –   | 5.1  |  |  |  |  |  |  |  |  |
| Opinión Pública y Mercadeo    | 5–6 jun 2022   | ?    | 36.4 | 40.3 | 3.9 | –   | 3.9  |  |  |  |  |  |  |  |  |
| Actitud                       | 18–20 may 2022 | 1800 | 30.6 | 34.1 | 9.4 | –   | 3.5  |  |  |  |  |  |  |  |  |

### Preferencias de voto
La siguiente tabla enumera las preferencias de voto en bruto (incluyendo blancos, viciados y sin respuesta) y no ponderadas.
|                               |                |      |      |      |     |     |      |    |     |  |  |  |  |  |  |
| Elecciones regionales de 2022 | 2 oct 2022     | —    | 37.6 | 36.0 | 3.5 | 3.4 | 19.5 | –  | 1.6 |  |  |  |  |  |  |
|                               |                |      |      |      |     |     |      |    |     |  |  |  |  |  |  |
| Opina Perú                    | 19–23 sep 2022 | 280  | 36   | 48   | 4   | 1   | –    | 9  | 12  |  |  |  |  |  |  |
| J&M Consultora                | 9–13 sep 2022  | 300  | 35   | 40   | 5   | 1   | –    | 15 | 5   |  |  |  |  |  |  |
| Opinión Pública y Mercadeo    | 8–10 sep 2022  | ?    | 35   | 41   | –   | –   | –    | 18 | 6   |  |  |  |  |  |  |
| Opinión Pública y Mercadeo    | 19 ago 2022    | ?    | 31   | 39   | 3   | 1   | 10   | 16 | 8   |  |  |  |  |  |  |
| Actitud                       | 15–16 ago 2022 | 1200 | 37   | 42   | –   | –   | 12   | –  | 5   |  |  |  |  |  |  |
| Actitud                       | 18–19 jul 2022 | 1200 | 35   | 39   | –   | –   | 23   | –  | 4   |  |  |  |  |  |  |
| Opinión Pública y Mercadeo    | 5–6 jun 2022   | ?    | 28   | 31   | 3   | –   | –    | 23 | 3   |  |  |  |  |  |  |
| Actitud                       | 18–20 may 2022 | 1800 | 26   | 29   | 8   | –   | 15   | –  | 3   |  |  |  |  |  |  |

## Resultados

### Gobierno Regional de Huancavelica
|                      | Leoncio Huayllani Taype  | Movimiento Regional AYNI (AYNI) | 92,496  | 46.74 |  |  |  |
|                      | Samuel Morán Cárdenas    | Movimiento Regional AGUA (AGUA) | 88,443  | 44.69 |  |  |  |
|                      | Kenyon Durand Bustamante | Acción Popular (AP)             | 8,625   | 4.36  |  |  |  |
|                      | Yovana Ramos Gaspar      | Somos Perú (SP)                 | 8,340   | 4.21  |  |  |  |
|                      |                          |                                 |         |       |  |  |  |
| Total                | Total                    | Total                           | 197,904 |       |  |  |  |
|                      |                          |                                 |         |       |  |  |  |
| Votos válidos        | Votos válidos            | Votos válidos                   | 197,904 | 80.51 |  |  |  |
| Votos en blanco      | Votos en blanco          | Votos en blanco                 | 35,101  | 14.28 |  |  |  |
| Votos nulos          | Votos nulos              | Votos nulos                     | 12,811  | 5.21  |  |  |  |
| Votos emitidos       | Votos emitidos           | Votos emitidos                  | 245,816 | 76.19 |  |  |  |
| Abstenciones         | Abstenciones             | Abstenciones                    | 76,812  | 23.81 |  |  |  |
| Votantes registrados | Votantes registrados     | Votantes registrados            | 322,628 |       |  |  |  |
|                      |                          |                                 |         |       |  |  |  |
| Fuente:              |                          |                                 |         |       |  |  |  |

### Consejo Regional de Huancavelica

#### Sumario general
|                        |                                 |              |              |              |         |         |  |
| Partidos y coaliciones | Partidos y coaliciones          | Voto popular | Voto popular | Voto popular | Escaños | Escaños |  |
| Partidos y coaliciones | Partidos y coaliciones          | Votos        | %            | ±pp          | Total   | +/−     |  |
|                        | Movimiento Regional AYNI (AYNI) | 91,219       | 49.50        | +17.88       | 6       | +1      |  |
|                        | Movimiento Regional AGUA (AGUA) | 81,235       | 44.08        | +26.11       | 5       | +5      |  |
|                        | Somos Perú (SP)                 | 10,272       | 5.57         | +2.37        | 0       | ±0      |  |
|                        | Alianza para el Progreso (APP)  | 1,554        | 0.84         | –0.58        | 0       | ±0      |  |
|                        |                                 |              |              |              |         |         |  |
| Total                  | Total                           | 184,280      |              |              | 11      | ±0      |  |
|                        |                                 |              |              |              |         |         |  |
| Votos válidos          | Votos válidos                   | 184,280      | 74.97        | –5.25        |         |         |  |
| Votos en blanco        | Votos en blanco                 | 48,790       | 19.85        | +8.62        |         |         |  |
| Votos nulos            | Votos nulos                     | 12,746       | 5.19         | –3.36        |         |         |  |
| Votos emitidos         | Votos emitidos                  | 245,816      | 76.19        | –1.58        |         |         |  |
| Abstenciones           | Abstenciones                    | 76,812       | 23.81        | +1.58        |         |         |  |
| Votantes registrados   | Votantes registrados            | 322,628      |              |              |         |         |  |
|                        |                                 |              |              |              |         |         |  |
| Fuente:                |                                 |              |              |              |         |         |  |

#### Resultados por provincia
| Provincia      | AYNI     | AYNI | AGUA | AGUA | APP | APP | SP  | SP  |   |
| Provincia      | %        | E    | %    | E    | %   | E   | %   | E   |   |
| -------------- | -------- | ---- | ---- | ---- | --- | --- | --- | --- | - |
| Provincia      | Acobamba | 50.3 | 1    | 47.3 | 1   | 1.8 | –   | 0.6 | – |
| Angaraes       | 48.7     | 1    | 49.5 | 1    | 1.2 | –   | 0.6 | –   |   |
| Castrovirreyna | 45.7     | –    | 46.5 | 1    | 7.0 | –   | 0.9 | –   |   |
| Churcampa      | 51.8     | 1    | 37.8 | –    | 9.9 | –   | 0.5 | –   |   |
| Huancavelica   | 44.5     | 1    | 45.9 | 1    | 8.4 | –   | 1.1 | –   |   |
| Huaytará       | 56.8     | 1    | 40.7 | –    | 1.7 | –   | 0.8 | –   |   |
| Tayacaja       | 55.2     | 1    | 39.3 | 1    | 4.6 | –   | 0.9 | –   |   |
| Total          | 49.5     | 6    | 44.1 | 5    | 5.6 | –   | 0.8 | –   |   |

### Autoridades electas
| Cargo                                                   | Autoridad electa | Autoridad electa             | Partido político | Partido político         |
| ------------------------------------------------------- | ---------------- | ---------------------------- | ---------------- | ------------------------ |
| Gobernador Regional de Huancavelica                     |                  | Leoncio Huayllani Taype      |                  | Movimiento Regional AYNI |
| Vicegobernadora Regional de Huancavelica                |                  | Saturnina Quispe de la Cruz  |                  | Movimiento Regional AYNI |
| Consejero Regional de Huancavelica (por Acobamba)       |                  | Ever Sullca Escobar          |                  | Movimiento Regional AYNI |
| Consejero Regional de Huancavelica (por Acobamba)       |                  | Godofredo Vargas Mendoza     |                  | Movimiento Regional AGUA |
| Consejero Regional de Huancavelica (por Angaraes)       |                  | Héctor Mamani Coila          |                  | Movimiento Regional AGUA |
| Consejero Regional de Huancavelica (por Angaraes)       |                  | Juan José Ayaipoma Maldonado |                  | Movimiento Regional AYNI |
| Consejero Regional de Huancavelica (por Castrovirreyna) |                  | Édgar Ñahui Durand           |                  | Movimiento Regional AGUA |
| Consejero Regional de Huancavelica (por Churcampa)      |                  | Meger Josué Rojas Meza       |                  | Movimiento Regional AYNI |
| Consejero Regional de Huancavelica (por Huancavelica)   |                  | Paul Laurente Enriquez       |                  | Movimiento Regional AGUA |
| Consejero Regional de Huancavelica (por Huancavelica)   |                  | Josué Torres Huamaní         |                  | Movimiento Regional AYNI |
| Consejero Regional de Huancavelica (por Huaytará)       |                  | Ricardo Yauricasa Flores     |                  | Movimiento Regional AYNI |
| Consejero Regional de Huancavelica (por Tayacaja)       |                  | Freddy Chávez Parco          |                  | Movimiento Regional AYNI |
| Consejero Regional de Huancavelica (por Tayacaja)       |                  | Ángel Gutiérrez Casavilca    |                  | Movimiento Regional AGUA |